# Завод азотних добрив у Джагдішпурі
Завод азотних добрив у Джагдішпурі – підприємство індійської хімічної промисловості, майданчик якого знаходиться на півночі країни у штаті Уттар-Прадеш.
Завод почав роботу в 1988 році із потужністю на рівні 1350 тон аміаку та 2250 тон сечовини на добу, при цьому номінальна річна потужність становила 726 тисяч тон сечовини. Унаслідок подальшої модернізації потужність заводу суттєво збільшилась і станом на середину 2010-х становила 1910 тон аміаку та 3250 тон сечовини на добу (1,2 млн тон сечовини на рік). 
Аміак продукують із природного газу, що надходить по трубопроводу Віджайпур – Джагдішпур.
Проект реалізували через компанію Indo-Gulf Fertilisers and Chemicals Corporation (IGFCC), засновниками якої виступили арабська компанія Gulf Consolidated Company for Services and Industries (GCCSI) та належна штату Уттар-Прадеш Pradeshiya Industrial and Investment Corporation of Uttar Pradesh (PICUP). Ще на етапі будівництва у іноземного інвестора виникли фінансові проблеми, так що у підсумку найбільшим учасником стала індійська Aditya Birla Group, а IGFCC була перейменована на Indo Gulf Fertilisers Limited (IGFL). В 2022-му Aditya Birla продала завод Indorama India Private Limited, дочірній компанії сінгапурського концерну Indorama.